# ویدکه
ویدکه (انگلیسی: Veidekke) شرکت ساخت‌وساز نروژی است، که در سال ۱۹۳۶ تأسیس شد.